# Oddział Stanisława Brzóski

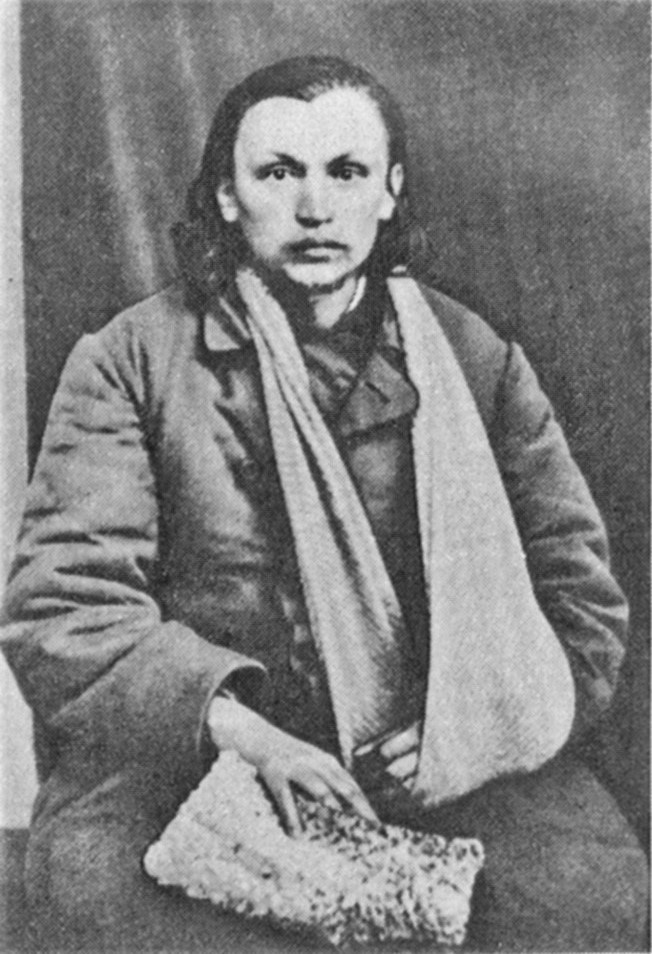
ks. Stanisław Brzóska

Oddział ks. Stanisława Brzóski – partia powstańcza okresu powstania styczniowego, operująca na terenie Lubelszczyzny i Podlasia. Oddział ten potocznie nazywano „Ćwiekami” – od pseudonimu dowódcy.
Dowódcą oddziału był ks. Stanisław Brzóska – naczelnik powiatu łukowskiego administracji powstańczej, mianowany przez Rząd Narodowy naczelnym kapelanem wojsk powstańczych w stopniu generała. Adiutantem dowódcy był natomiast Franciszek Wilczyński.
Oddział Brzóski brał udział w bitwach pod Siemiatyczami, Woskrzenicami, Gręzówką, Włodawą, Sławatyczami i Fajsławicami.
W 1865 Brzóska i Wilczyński ukrywali się we wsi Krasnodęby-Sypytki, w domu sołtysa Bielińskiego. 29 kwietnia 1865 wieś została otoczona przez wojska rosyjskie. Wyrokiem sądu polowego Brzóska został skazany na powieszenie.
23 maja 1865 na rynku w Sokołowie Podlaskim Rosjanie wykonali egzekucję w obecności 10-tysięcznego tłumu. Brzóska był ostatnim powstańcem, który utrzymał się w Królestwie aż do późnej wiosny 1865.